# Stazione di Senorbì
La stazione di Senorbì è una stazione ferroviaria al servizio del comune di Senorbì, lungo la ferrovia Cagliari-Isili.

## Storia
La storia della stazione ha origine negli anni ottanta dell'Ottocento e coincide con la costruzione delle prime ferrovie pubbliche a scartamento ridotto sarde, realizzate per conto della Società italiana per le Strade Ferrate Secondarie della Sardegna. Il tracciato di una di queste linee, la Cagliari-Isili, si sarebbe sviluppato lambendo la parte est di Senorbì, alla cui periferia fu quindi costruito uno scalo ferroviario attivato, insieme alla ferrovia, il 15 febbraio 1888.
Le SFSS gestirono la stazione sino al 1921, quando la concessione ferroviaria passò alla Ferrovie Complementari della Sardegna, a cui seguirono nel 1989 le Ferrovie della Sardegna (dal 2008 come ARST Gestione FdS). Nel corso degli anni la stazione venne sottoposta a vari interventi che portarono ad una riduzione del numero di binari (compresi quelli dello scalo merci dell'impianto, la cui area fu riconvertita a deposito per gli autobus delle autolinee aziendali). L'ultimo di questi interventi risale al 2010, anno in cui in occasione della sostituzione dell'armamento lungo la linea si giunse alla riconfigurazione del piazzale della stazione a due binari (più due tronchini) che da allora è in uso. Gli interventi interessarono inoltre la realizzazione di nuove banchine ferroviarie (in luogo delle precedenti) ed altri interventi legati all'illuminazione dell'area viaggiatori. Sempre nel 2010 la stazione è passata sotto la gestione dell'ARST.

## Strutture e impianti
La stazione, che è ubicata nella periferia est di Senorbì, è di tipo passante ed in seguito ai lavori di inizio anni dieci comprende due binari passanti, di cui uno di corsa e l'altro d'incrocio, aventi scartamento da 950 mm e dotati ciascuno di una propria banchina, queste ultime poste in posizione perimetrale rispetto al sedime. Da ciascuno dei due binari ha inoltre origine un tronchino, uno in direzione Isili ed uno in direzione Monserrato, che portano a quattro il numero di binari attivi nell'impianto.
In precedenza lo scalo presentava un diverso schema ferroviario, data la presenza di tre binari passanti (uno di corsa e due di incrocio), a cui si aggiungevano altrettanti tronchini: uno di essi, diramandosi dal binario di corsa nella parte settentrionale dell'impianto, attraversava la piattaforma girevole presente in stazione (ancora installata sebbene isolata dai binari) terminando sul lato nord del fabbricato viaggiatori; da questo binario ne aveva inoltre origine un ulteriore, sempre tronco, avente il fine corsa in uscita dallo scalo in direzione Isili.
Nella parte meridionale dell'impianto si diramava invece il tronchino che afferiva allo scalo merci della stazione, comprendente anche un piano caricatore, un magazzino merci ed un piazzale, quest'ultimo in buona parte trasformato in area di deposito per gli autobus delle concessionarie ferroviarie, dal 2010 in uso all'ARST.
Adiacente al magazzino merci è posto il fabbricato viaggiatori della fermata, edificio a pianta rettangolare con sviluppo su due piani più terrazzino (che ha sostituito l'originario tetto a falde) dotato di quattro accessi sul lato binari, caratterizzato nella parte esterna da un rivestimento in mattoncini rossi realizzato durante la gestione FCS e comune ad altre stazioni della linea. Presente anche un ulteriore edificio comprendente le ritirate dello scalo.

## Movimento
Con riferimento all'orario del primo semestre 2017 la stazione è servita dai treni dell'ARST in esercizio lungo la porzione della Cagliari-Isili aperta al traffico ferroviario tra gli scali di San Gottardo a Monserrato ed Isili. Complessivamente sono effettuate otto corse in direzione nord e nove verso sud nei giorni feriali, mentre non vengono espletate relazioni per il servizio di trasporto pubblico nei festivi.

## Interscambi
La stazione, che ospita anche i locali depositi dei mezzi delle autolinee dell'ARST, presenta nel suo parcheggio esterno una fermata per varie relazioni di varie relazioni su gomma colleganti lo scalo con altri centri del circondario e con Cagliari.
- Fermata autobus